# René Bousquet

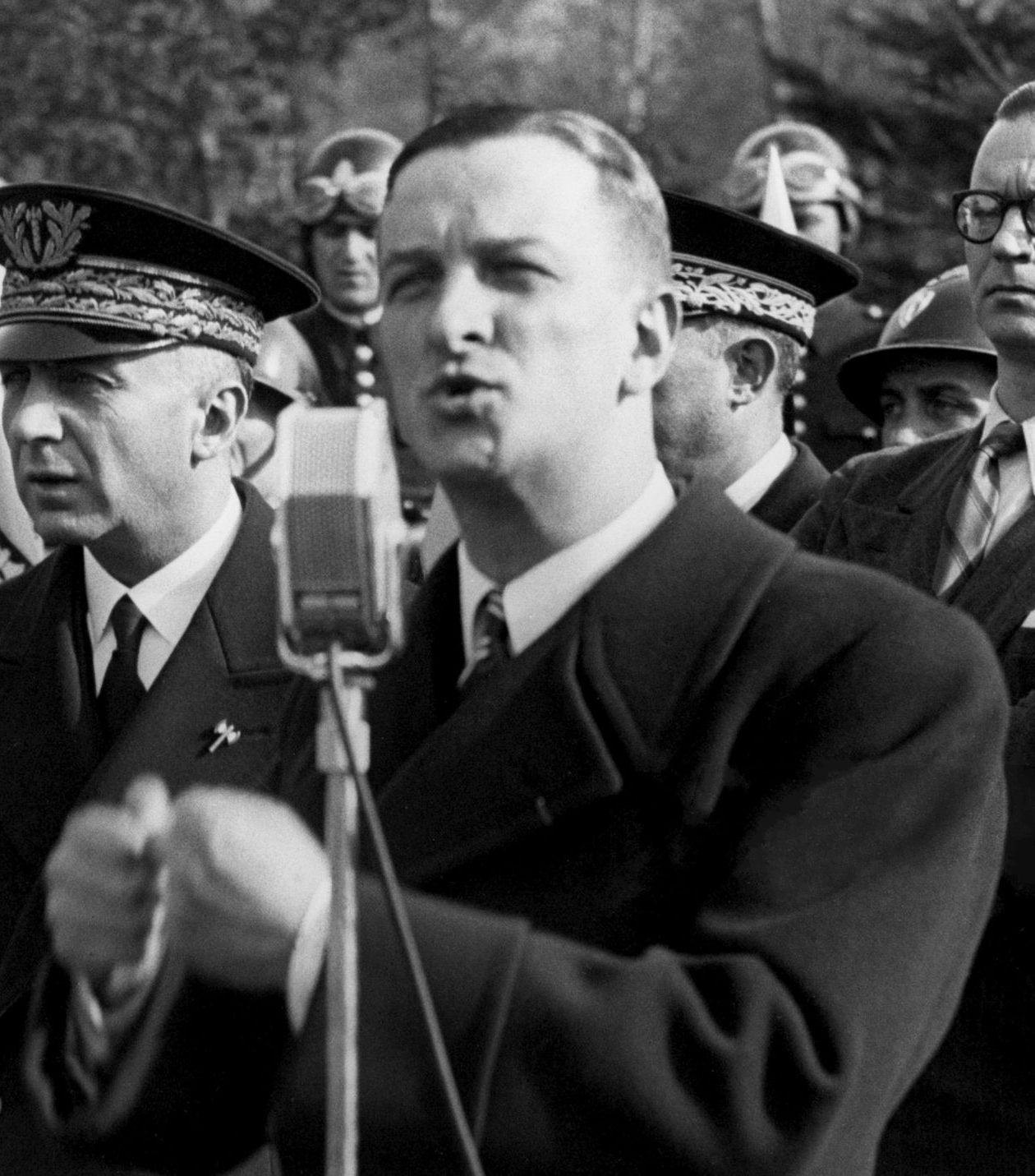
René Bousquet.

René Bousquet, född den 11 maj 1909 i Montauban, Tarn-et-Garonne, död den 8 juni 1993 i Paris, var Vichyregimens rikspolischef från april 1942 till december 1943. Under Bousquets tid som polischef utvecklades samarbetet mellan den franska polisen och tyska SS. 
Bousquet var ansvarig för gripandet av större delen av de judar som internerades i Frankrike och sedan deporterades till koncentrationsläger i Nazityskland. 1949 ställdes han inför rätta som kollaboratör och fick en mild dom som genast upphävdes tack vare hans kontakter med motståndsrörelen. 
1994 skulle Bousquet åter ha ställts inför rätta, nu för sin delaktighet i Vichyregimens judeförföljelser. Rättegången blev dock aldrig av, då Bousquet den 8 juni 1993 sköts ihjäl av en psykiskt sjuk man.

## Biografi

### Mellankrigstiden
René Bousquet var son till en socialistisk notarie i Montauban i det sydfranska departementet Tarn-et-Garonne. Han utbildade sig till jurist i Toulouse och gjorde sedan en exceptionell karriär som tjänsteman under de kaotiska åren i Tredje republikens Frankrike på 1930-talet. 
Redan vid 20 års ålder blev han kabinettschef hos prefekten i Tarn-et-Garonne. När en allvarlig översvämning drabbade regionen våren 1930 blev han något av en nationalhjälte. Tillsammans med en vän räddade han ett tiotal personer från att drunkna i de kraftiga vattenmassorna. Han tilldelades för detta Hederslegionen och Médaille d'or des belles actions, en utmärkelse för hedervärda handlingar.
Bousquet fick mentorer i de socialistiska politikerna Maurice Sarraut, ägare av den inflytelserika tidningen La Dépêche du Midi, och hans bror Albert Sarraut, parlamentsledamot och minister. Dessa kontakter var av betydelse för Bousquets fortsatta karriär. 1931 knöts han till den franska regeringen med uppdraget att återuppbygga det översvämmade området i södra Frankrike. Endast 22 år gammal var han assisterande kabinettschef hos inrikesministern. Han blev nu nära vän till Pierre Laval, ministern som kom att bli Vichyregimens regeringschef.
Bousquet blev 1935 direktör för jordbruksministerns kansli. 1936 valde den socialistiske inrikesministern Salengro att ge den unge mannen ansvaret för säkerhetstjänstens centralarkiv. 1938 utnämnde den nye inrikesministern, och mentorn, Albert Sarraut Bousquet till underprefekt för Vitry-le-François i departementet Marne. 1939 blev han generalsekreterare i kommunen Châlons-sur-Marne och avancerade året därpå, efter vapenstilleståndet med Tyskland, till prefekt. I september 1941 utsågs han, 31 år gammal, till prefekt för departementet Marne; han blev Frankrikes yngste departementsprefekt.

### Andra världskriget

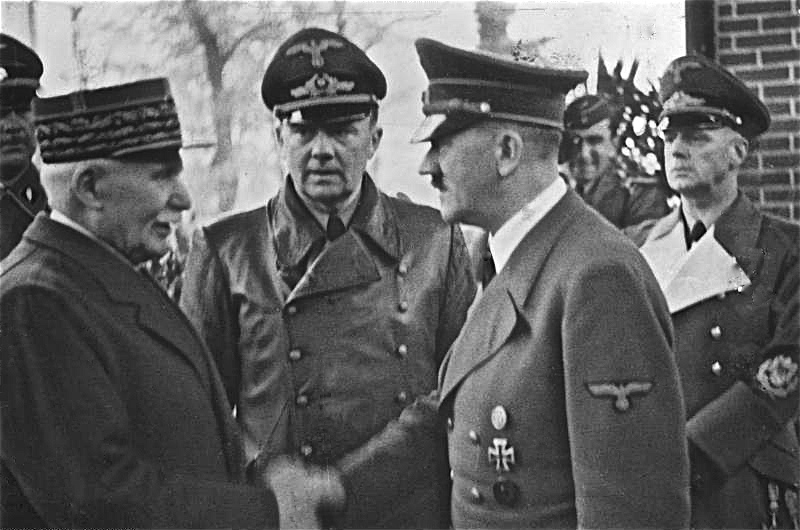
Philippe Pétain och Adolf Hitler den 24 oktober 1940.

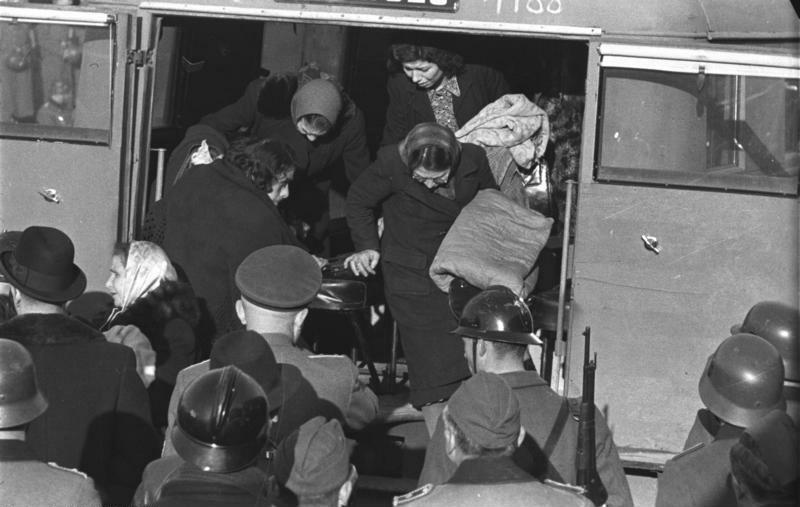
Franska poliser och tyska soldater deporterar judar under Räden i Marseille 1943.

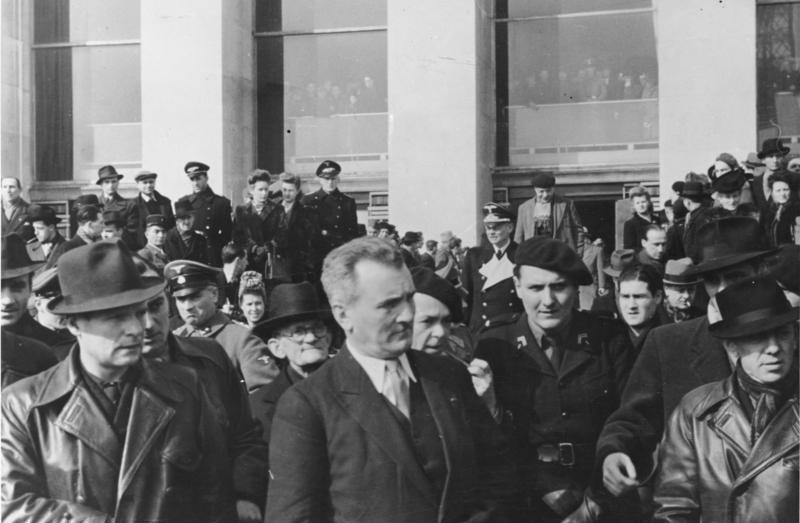
Milisledaren och SS-Sturmbannführer Joseph Darnand bland sina milismän. Darnand efterträdde Bousquet på posten som polischef årsskiftet 1943/1944.

Den 14 juni 1940 hade de tyska trupperna nått Paris, den 22 juni undertecknade fransmännen stillståndsavtalet och i juli röstade franska parlamentet för avvecklandet av republiken och gav alla maktbefogenheter till konseljpresidenten Philippe Pétain. Frankrike blev nu den auktoritära staten État français med säte i Vichy. Vichyregimen administrerade den så kallade fria zonen, sydöstra delen av Frankrike; den västra delen, den ”ockuperade zonen” styrdes av Nazityskland. Tyskarna lät fransmännen behålla vissa administrativa befogenheter i den ockuperade zonen eftersom det underlättade deras maktutövning.
Bousquet utmärkte sig som prefekt i Marne genom att lyckas bibehålla demokratiskt valda socialister och frimurare i deras tjänstefunktioner och genom att få några utvalda krigsfångar frigivna. Inte minst lyckades han hålla Marne utanför tyskarnas ekonomiska kontroll vilket drabbade de angränsande departementen Aisne och Ardennes. Men i förhandlingsspelet med tyskarna lämnade Bousquet ut en grupp arresterade kommunister som arkebuserades av nazisterna.
I april 1942, samtidigt som Wehrmacht lämnade över ansvaret för att upprätthålla ordningen i det ockuperade Frankrike till SS, utsåg regeringschefen Laval Bousquet till rikspolischef. Som rikspolischef kom Bousquet att praktisera samma självbedrägliga samarbetspolitik som Vichyregeringen. De menade att de genom ”collaboration” kunde upprätthålla franska statens administrativa suveränitet. 
Snarare av yrkesstolthet än av ideologiska skäl erbjöd Bousquet tyskarna en ny effektiv fransk poliskår; på försommaren 1942 skrev han till SS:s polischef Carl Oberg: ”Ni känner till den franska polisen. Den har utan tvivlel sina brister men också sina kvalitéer. Jag är säker på att omorganiserad på ny grund och energiskt styrd kan den vara till stor tjänst.” Något senare meddelade Oberg i en skrivelse: "Bousquet har begärt att alla [franska] polismyndigheter ska sammanställas under hans befäl, vi har kommit till samma ståndpunkt, eftersom det ligger i vårt intresse att den franska polisen är samlad i en enda hand." Senare avfattade Theodor Dannecker, som ansvarade för tyskarnas judetransporter, en rapport: "Paris, den 26.6 1942. Ang.: Vidare judetransporter från Frankrike. Av SS-Sturmbahnnführer Hagens anteckning om de för ca en vecka sedan hållna underhandlingarna mellan SS-Brigadeführer Oberg och SS-Standartenführer Dr Knochen och den franske statssekreteraren för polisen, Bousquet, förstår jag att Bousquet är beredd att tills vidare tillhandahålla 100 000 judar för transport till öst."
Bousquet hade under 1942 och 1943 kontinuerlig kontakt med Carl Oberg och Theodor Dannecker samt möten med både Heinrich Himmler och Reinhard Heydrich. Tillsammans med SS organiserade och genomförde Bousquet bland annat de två omtalade massarresteringarna Vélodrome d’hiver-räden i juli 1942 och Räden i Marseille i januari 1943.
Den franska polisen stod inte bara för arresteringar av judar i den ockuperade zonen utan levererade även statslösa judar och judiska flyktingar, även små barn, från den fria franska zonen till tyskarna. Många av dessa aktioner genomfördes helt på Bousquets och Lavals initiativ. Bousquets polis kom dock inte att nå upp till siffran 100 000. Under hans nära två år som polischef arresterades och överlämnades 60 000 av de sammanlagt 75 721 judar som deporterades från Frankrike till Nazityskland under Vichyregimen.
Den 31 december 1943 avsattes Bousquet från sin post, en åtgärd pådriven av den franska milisen och tyskarna. Hans avskedande hade betingats av en intern konflikt mellan kollaboratörerna. I januari hade Bousques tidigare mentor Maurice Sarraut arresterats av Gestapo. Bousquet lyckades få honom frigiven men i början av december mördades Maurice Sarraut. Först lades skulden på kommunisterna, men sedan framkom det att den franska fascistiska milisen stod bakom mordet. När Bousquet började söka efter de skyldiga blev han av dem anklagad för förräderi. Milisen och ultrahögern krävde av tyskarna att han avlägsnades. Bousquet efterträddes av milisledaren Joseph Darnand. Avskedandet var till Bousquets fördel vid rättegången 1949.
I juni 1944 flydde René Bousquet med familj till Bayern med en bil, och chaufför, tillhandahållen av Carl Oberg. Bousquet bodde i Bayern fram till att de allierade nådde Tyskland. Han återvände till Frankrike som en som varit "deporterad i Tyskland".

### Efter andra världskriget
1949 ställdes Bousquet inför rätta som kollaboratör. Han fick en osedvanligt mild dom som genast upphävdes tack vare hans tidigare kontakter med motståndsrörelen.
Bousquets delaktighet i arresteringarna och deportationerna av judar blev inte ordentligt undersökt förrän på 1970- och 1980-talen. Fram till dess hade Vichyregimens antisemitiska politik och dess samarbete med nazisterna i ”judefrågan” nästan inte vidrörts i Frankrike. På grund av en avslöjande intervju med Vichyregimens chef för Kommissariatet för judiska frågor, Louis Darquier de Pellepoix, publicerad 1978 och efterforskningar gjorda av advokaten Serge Klarsfeld kom allt upp till ytan.
Genast började det florera misstankar om att Bousquet hållits om ryggen av sina bekanta inom det franska etablissemanget; efter kriget var Bousquet en framgångsrik affärsman med många betydelsefulla vänner som alla bar på sin personliga historia från Vichytiden. Bousquet var bland annat vän till president François Mitterrand.
1989 blev dock Bousquet ställd inför rätta anklagad för brott mot mänskligheten och frikänd. En ny rättegång var planerad att inledas 1994. Den blev aldrig av; den 8 juni 1993 blev Bousquet vid sin bostad ihjälskjuten av Christian Didier (1944–2015), som sade sig vilja hämnas de judar som Bousquet sänt i döden.